# ʻAʻā-Lava

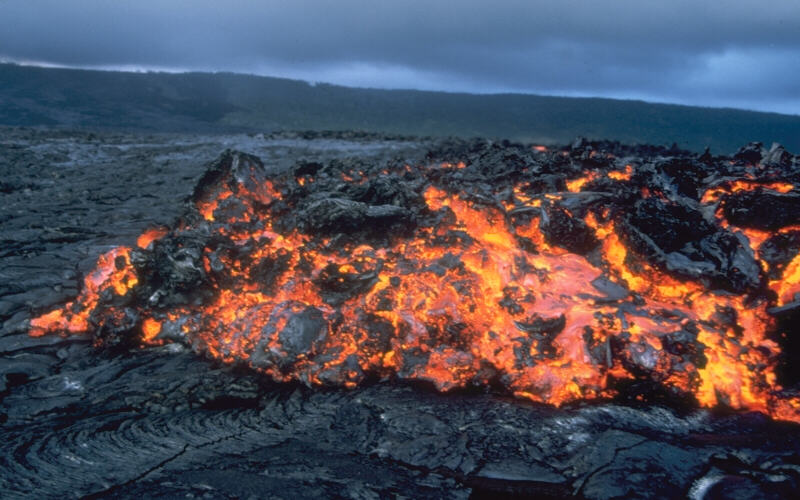
ʻAʻā-Lavastrom am Kīlauea

ʻAʻā-Lava  [ˈʔɑʔɑː] oder Brockenlava (gelegentlich auch: Zackenlava) ist von den verschiedenen Lava-Arten die zähflüssigste Form. Der Name stammt aus der hawaiischen Sprache und wurde von Clarence Dutton in die geologische Fachsprache eingeführt. Er bedeutet brennend, feurig, steinig. In Island wird die Brockenlava apalhraun genannt.

## Beschreibung

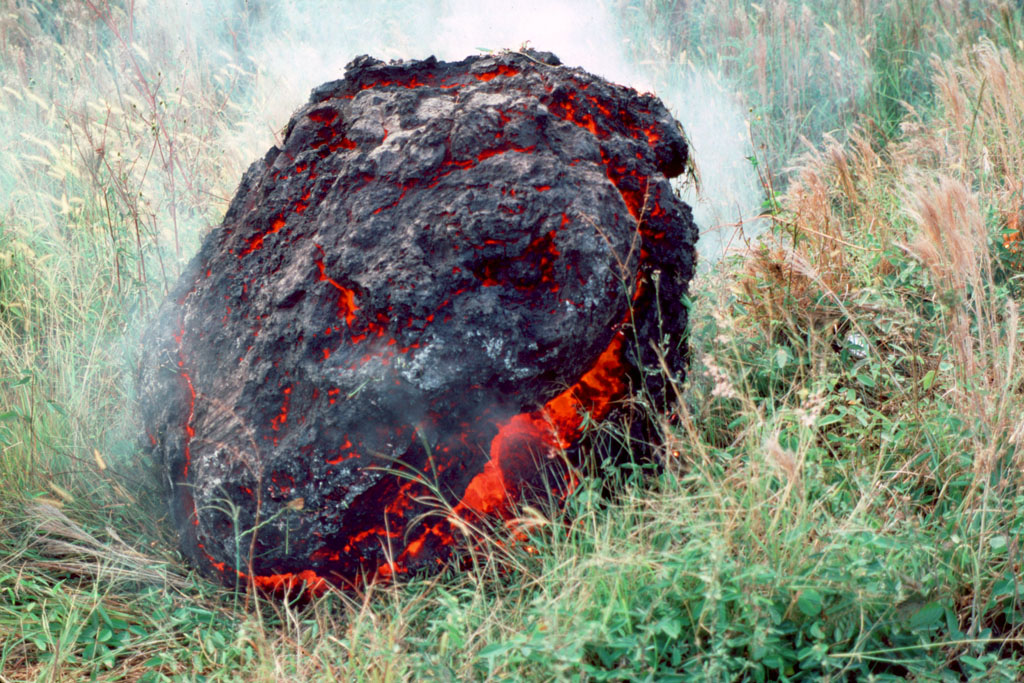
ʻAʻā-Lavabrocken nach einem Ausbruch des Puʻu ʻŌʻō im Juni 1983

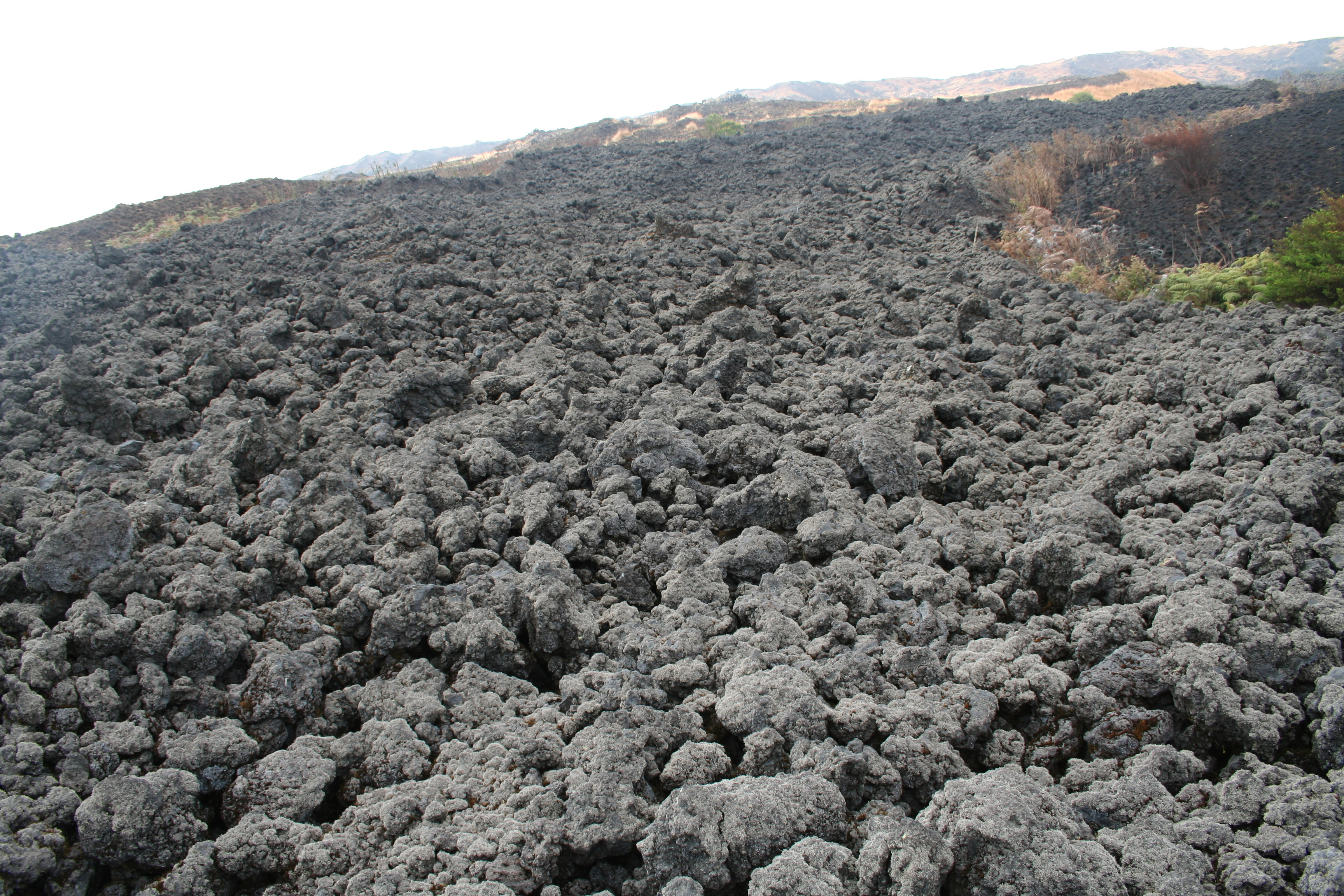
Blocklavafeld am Mt Cameroon

Bei der Erstarrung und Teilkristallisation des Schmelzflusses zerbricht dessen Kruste und hinterlässt eine Oberfläche, die mit scharfkantigen, ungleichmäßig geformten, zackigen Brocken und Schollen durchsetzt ist.
Im Vergleich zur Pāhoehoe-Lava fließt die ʻAʻā-Lava langsamer und ist kühler; häufig befindet sie sich im unteren Teil von dünnflüssigen Lavaströmen, weil durch Ausgasung und Abkühlung die Zähigkeit zunimmt. Am Ende des Stromes bildet sie eine steile Front.